# Joširó Mori
Joširó Mori (japonsky 森 喜朗 – Mori Yoshirō, * 14. července 1937) je japonský politik, který sloužil jako 85. a 86. předseda japonské vlády, začínaje 5. dubna roku 2000 a konče 26. dubna 2001. Všeobecně popisován jako „mající srdce blechy a mozek žraloka“, byl velmi nepopulárním premiérem, dnes se na něj vzpomíná především pro velké množství jeho faux pas a řadu jeho nevhodných činů.[zdroj⁠?!] V současnosti působí jako předseda Japonského rugbyového fotbalového svazu a jako předseda Japonsko-korejského parlamentního svazu, který si dává za cíl sblížení a lepší spolupráci obou zemí.

## Raný politický život
Joširó Mori se narodil v prefektuře Išikawa v Japonsku jako syn Šigekiho a Kaoru Moriových do rodiny bohatých rýžových farmářů s politickou minulostí, neboť jak otec tak dědeček sloužili jako starostové města Neagiri v prefektuře Išikawa. Matka Joširovi zemřela, když mu bylo pouhých sedm let.
Studoval na univerzitě Waseda v Tokiu, kde vstoupil do Rugbyového svazu. Poté pracoval v Sankei šimbun, konzervativních japonských novinách. Roku 1962 z novin odešel a stal se tajemníkem jednoho člena parlamentu a roku 1962 byl zvolen do dolní komory ve věku 32 let. Celkem byl zvolen desetkrát v řadě. Roku 1980 se zapletl do aféry Recruit, neboť jemu, dalším několika členům parlamentu a vlivným podnikatelům bylo nabídnuto odkoupit část podílu dceřiné společnosti firmy Recruit – Cosmosu – ještě předtím, než bylo vůbec založení této firmy zveřejněno. Ti, co tak učinili, svůj podíl obratem po představení nové společnosti prodali, to už ale cena akcií raketově vzrostla a dotyčné osoby si v průměru vydělaly 66 milionů jenů. Mori byl také ministrem školství v letech 1983 a 1984, ministrem průmyslu a obchodu v letech 1992 a 1993 a ministrem stavebnictví v letech 1995 a 1996.

## Předseda vlády
Moriho předchůdce Keiza Obučiho zasáhla 2. dubna 2000 mrtvice a byl neschopen pokračovat ve funkci. Díky tomu se Mori, který byl tehdy Nejvyšším tajemníkem Liberálně demokratické strany (LDP) stal premiérem.
Jeho pozice v úřadě utržila celou řadu šrámů, díky dlouhému seznamu Moriho faux-pas, nepopulárních rozhodnutí, chyb v práci s veřejností a přehmatů:
- Jeden z prvních se stal na Obučiho pohřbu, když se Morimu nepodařilo tlesknout a uklonit se správně před Obučiho svatyní, což je nezbytná součást tradičního japonského pohřebního zvyku. Ostatní světoví vůdci přítomní na pohřbu, včetně amerického prezidenta George H. W. Bushe, zvládli rituál bez chyb.
- Na setkání se šintoistickými duchovními v Tokiu Mori popsal Japonce jako „národ bohů s císařem ve svém nitru“, což vzbudilo v Japonsku velkou vlnu sporů.
- Během volební kampaně roku 2000 zazněl jeden z jeho nejznámějších přeřeků při proslovu v Niigatě 20. června. Na otázku ohledně nedávného volebního průzkumu v novinách, který ukázal, že polovina voličů stále není rozhodnuta komu odevzdat svůj hlas, odpověděl: „Jestli jsou jim volby pořád jedno, tak bude v pořádku, když je prostě v ten (volební) den zaspí.“
- Jeden z Moriho největších přehmatů ve vztazích k veřejnosti se stal, když pokračoval ve hře golfu poté, co dostal zprávu, že americká ponorka USS Greeneville nešťastnou náhodou zasáhla a potopila japonskou rybářskou loď Ehime Maru během nouzového vynoření na hladinu 9. února 2001, což mělo za následek 9 mrtvých studentů a učitelů.
- Mori slíbil nově zvolenému prezidentu Čínské republiky Čenu Šui-bianovi, že bude oslavovat, pokud Čen vyhraje prezidentské volby roku 2000. Tento slib nebyl naplněn až do konce roku 2003, kdy už však Čen usiloval o znovuzvolení pro druhé volební období.

Mori nebyl vůbec populární v žádné části svého volebního období. Byl nahrazen Džuničirem Koizumim 26. dubna 2001.

## Japonské rugby
Mori hrál v ragbyovém svazu na univerzitě Waseda, kde získal k tomuto sportu silnou vášeň, ačkoli se nikdy nestal vrcholným sportovcem. V červnu 2005, se stal předsedou Japonského rugbyového fotbalového svazu a doufalo se, že jeho vliv pomůže přinést roku 2011 mistrovství světa v rugby do Japonska, ale místo toho bylo pořádání uděleno Novému Zélandu v listopadu 2005.